# Castello di Azuchi
Il castello di Azuchi  (安土城?, Azuchi-jō) fu costruito tra il 1576 e il 1579 per volontà di Oda Nobunaga. L'edificio venne eretto su di una collina sulle sponde del Lago Biwa nell'antica provincia di Omi (oggi compreso nella prefettura di Shiga), la posizione aveva un alto valore strategico poiché consentiva alle truppe che vi erano stanziate di raggiungere in poco tempo la capitale Kyōto.

## Storia
La costruzione del castello di Azuchi segnò un momento importante per la storia giapponese, l'epoca che va dal 1568 al 1600 è conosciuta come periodo Azuchi-Momoyama proprio dal nome del castello di Azuchi e da quello di Momoyama.
Il castello fu anche la sede di un importante avvenimento, nel 1579 si svolse al suo interno il dibattito religioso degli Azuchi  (安土宗論?, Azuchi shūron) a cui parteciparono i leader delle correnti buddhiste Nichiren e Jōdo.
Nell'estate del 1582 Oda Nobunaga venne assassinato (Incidente di Honnōji) e poco dopo Akechi Mitsuhide, colui che l'aveva tradito, attaccò il castello di Azuchi e lo diede alla fiamme. Alla fine, il Castello di Azuchi fu distrutto dal Toyotomi Hidetsugu (1585).

## Struttura
A differenza delle strutture precedentemente costruite questo edificio non era solamente una fortezza militare utile a contenere le truppe al suo interno ma era anche la residenza di rappresentanza di Nobunaga. Costruito in pietra e legno, il castello fu riccamente decorato dal pittore Kanō Eitoku e dai suoi discepoli in modo che la sua stessa presenza rispecchiasse la potenza, il potere e il prestigio del suo padrone. La struttura conteneva anche innovazioni tecniche poiché era predisposta per l'utilizzo di armi da fuoco e per resistere agli assedi degli eserciti nemici.
La struttura del castello comprendeva vari edifici raccolti all'interno di possenti mura di pietra. La torre principale era alta 46 metri e conteneva al suo interno sette diversi livelli, in particolare il quinto piano era a pianta ottagonale, rappresentazione del paradiso, e il sesto piano era a pianta quadrangolare in rappresentanza dei principi del Taoismo e del Confucianesimo.
Attualmente rimangono solo le fondamenta in pietra del castello, una parziale ricostruzione in scala dell'edificio è visitabile presso il Nobunaga no Yakata Museum adiacente alle rovine.

## Accesso
- JR West, ■Linea principale Tōkaidō (Linea Biwako), Stazione di Azuchi (20 minuti a piedi)

## Riferimenti nella cultura di massa
Il film Katen no shiro (2009) ripercorre le varie fasi della costruzione del castello.